# Clarence Gamble
Clarence Gamble   (Saint Louis, 16 d'agost de 1881 - Saint Louis, 13 de juny de 1952) Clarence Oliver Gamble fou un tennista estatunidenc, guanyador d'una medalla olímpica en els Jocs Olímpics de St. Louis de 1904.
Gamble va guanyar la medalla de bronze en la prova de dobles masculins fent parella amb Arthur Wear. Van caure en semifinals davant la parella formada per Beals Wright i Edgar Leonard, i automàticament van rebre la medalla de bronze perquè no es disputava final de consolació.
No es coneixen gaires detalls de la carrera tennística de Gamble en contraposició amb la seva carrera com a esportista en diverses disciplines. Va estudiar a la Washington University on va practicar futbol americà, beisbol i golf.

## Jocs Olímpics

### Dobles
| Any  | Campionat                                | Parella     | Oponents | Resultat |
| ---- | ---------------------------------------- | ----------- | -------- | -------- |
| 1904 | Jocs Olímpics, Saint Louis, Estats Units | Arthur Wear |          |          |